# Værøy
67°39′59″N 12°41′9″Ø / 67.66639°N 12.68583°Ø
Værøy er en økommune i Lofoten i Nordland fylke i Norge. De nærmeste kommuner er i nord Moskenes og i sydvest Røst.
Værøy er den næstmindste og den næstyderste af kommunerne i Lofoten. Arealet er 17,5 km², indbyggertallet omkring 750.
Hele 43% af arbejdstyrken er beskæftiget i fiskeriet. Værøy er et af landets mest produktive samfund.
Klimaet på Værøy er perfekt for produktion af tørfisk med milde vintre og kølige somre. Markedet for tørfisken er først og fremmest Italien. (Venedig er Værøys venskabskommune). Sildefiskeriet er i de seneste år blevet af stor betydning for Værøy .
Værøy er bedst kendt for fuglefjeldene på Måstadhalvøen. Her findes store kolonier af de fleste søfugle. I den såkaldte «lundeura» yngler tusindvis af lunder. I ældre tid var søfugle og specielt lunden en vigtig madressource. Så vigtig var fuglefangsten at man holdt specielle «lundehunde» kun for fangst af lunder. I dag er der omkring 600 lundehunde i Norge. Alle kan spore deres aner tilbage til den lille vejløse bebyggelse Måstad på Værøya.
Vejene på Værøy er gode, og det kan være fornuftig at medtage bil eller cykel. Der findes mere end 500 registrerede køretøjer på Værøy, men kun 22 km offentlig vej. Kommunikationen til Bodø er gode med daglig færgeforbindelse og verdens nordligste og Norges eneste helikopterrute. Flyvetid til Bodø er 20 minutter med en ny og moderne helikopter, AB139, den første af sin slags i komerciel trafik i Europa. I sommersæsonen er færgeforbindelsen til Moskenes og Røst gode.
Gamle fortællinger omtaler den berygtede malstrøm Moskenstraumen, som går mellem Værøy og Lofotodden. «Den store Male» har gennem tiderne været et af verdens mest berygtede havområder. Her i den store Male endte Jules Verne sin fortælling om kaptajn Nemo og undervandsbåden «Nautilius». («En verdensomsejling under havet»).
Mange oldtidsfund fortæller om tidlig bosættelse på Værøy. Hulemalerierne som blev opdaget i 1994 er over 3 000 år gamle.

## Seværdigheder

### Måstad
Måstad ligger på den sydlige del af Værøya. Fjeldet nærmest hænger over den gamle og fraflyttede bebyggelse Måstad. Til Måstad kommer man lettest med båd eller til fods fra Nordland. Turen tager omkring 2 timer.

### Værøy gamle kirke
Værøy gamle kirke med sin sorte løg-kuppel er også Lofotens ældste kirke bygget omkring 1740 og flyttet til Værøy i 1799. Alabastfigurene på altertavlen er fra England ca. 1430.

### Nordlandshaven
Nordlandshaven er et populært udflugtsområde. Nordlandshaven ligger på nordsiden af øen ved den nedlagte flyveplads. Her er midnatssol fra 30. maj til 13. juli.

### Ørnefangst
Ørnefangst er en utrolig tradition Værøyfolket er alene om. De fangede ørne med hænderne. Gamle fangststeder kan ses blandt andet i Rømdalen.

### Mollbakken
Mollbakken på Nordland består af rundslebne sten. Her er der gjort en lang række fund fra vikingetiden.

### Sanden
Sanden er en badestrand, som man kun kan komme til med båd. Under den 400 m høje fjeldvæg kan det blive utrolig varmt.

### Breivika
Breivika ligger på vejen til Nordland. Her ligger der en smuk strand, Skarsursanden.

### Gjerdeheia
Gjerdeheia er et fjeld, der er helt fladt på toppen.

### Nordlandsnupen
Nordlandsnupen er Værøys højeste bjerg; ca. 456 meter over havet.

## Vejet på Værøy
Været på Værøy er altid overraskende. Sol og regn, vind og tåge kan skifte hurtigt. Vinterklimaet er mildt, og der er få dager temperaturen kryber under nul. Det giver et perfekt klima for produktion af tørfisk, som er Værøys største eksportartikel.
- Wikimedia Commons har flere filer relateret til Værøy

## Galleri
- Værøy flyplass på Nordland
- Hornet
- Værøys høyeste punkt, Nordlandsnupen, i bakgrunnen
- Måstad
- Nupen
- Sørland
- Måstadfjellet